# 心にエール!ふるさと夢図鑑
『心にエール!ふるさと夢図鑑』（こころにエール ふるさとゆめずかん）は、1996年4月6日から2002年3月30日まで中京テレビで放送されていた紀行番組・グルメ情報番組。全308回。東海銀行グループの単独提供。

## 概要
中京テレビの女性アナウンサーたちが日本各地を探訪し、その土地の温泉・郷土料理・ゆかりの地・ミステリースポットなどを取材していた番組である。特にその土地の料理に関しては毎回必ず取材していたため、この番組も当時から中京テレビが十八番としていたグルメ情報番組としての側面を併せ持っていた。
加えて1997年10月からは、直後の土曜9:55枠で同じくグルメ情報番組色の強い紀行番組『そっちこっち絶品勝負!!』がスタート。以来、2001年9月に同番組が終了するまでの間、この両番組で計1時間のグルメ情報番組枠を形成していた。

## 放送時間
いずれも日本標準時。
- 土曜 9:30 - 10:00 （1996年4月6日 - 1996年9月28日）
- 土曜 9:25 - 9:55 （1996年10月5日 - 2002年3月30日）

## 出演者

### 前期の出演者
当初は中京圏のローカルタレントなどをリポーターに起用していた。しかし、同じく土曜日に放送の旅番組『旅はパノラマ』との差別化のためにタレント起用を止め、替わって同局の女性アナウンサーが出演するようになった。

### 後期の出演者
いずれも中京テレビのアナウンサー（後に離職した人物も含む）。並びは入社年順。平常放送時には毎回この中から1人が輪番出演していたが、番組スペシャルの回においては計4人ないしは5人が出演していた。
- 恩田千佐子
- 安部まみこ[1]
- 桐生順子
- 本田恵美
- 前田麻衣子
- 加藤亜希子
- 本多小百合
- 橋詰真美
- 竹田由紀

## スタッフ
- プロデューサー - 遠藤雅充（中京テレビ）
- 演出 - 久保田孝（中日本製作所）、鋤柄哲雄（中京テレビ映像企画）、鈴木あきら（中京ビデオセンター）、橋野哲也（CUE）、堀田健司（TAKE'S）、柳瀬元志（オフライン）
- ナレーター - 中本修